# 呪いの館 血を吸う眼
『呪いの館 血を吸う眼』（のろいのやかた ちをすうめ）は、1971年（昭和46年）6月16日に公開された東宝製作の日本の特撮怪奇映画。キャッチコピーは「白い霧が森を流れる夜 地下室の棺の蓋が開く！ 花嫁衣裳の死美人が立ち上る」。
“血を吸う”シリーズの第2弾。82分、カラー、シネマスコープ作品。
同時上映は同じく山本迪夫が監督を務めた『雨は知っていた』。

## あらすじ
画家志望の中学教師の柏木秋子は、5歳の時に見た「恐ろしい目で牙を剥く男」の悪夢が現在でも気になっていた。ある日、悪夢に見た異様な眼を持つ男性が現れて秋子を襲い、妹の夏子も男性の術中にはまって手先となる。この事態を解決する手がかりは悪夢にあり、失われた記憶を恋人の佐伯の催眠療法によって辿った秋子は、悪夢に現れていた洋館を共に訪ねる。そこで、男性の正体が吸血鬼であり、秋子を花嫁に迎えるために彼女が成人になるまで待ち続けていたことが明らかとなる。
恋人の佐伯とともに能登半島の洋館へと向かった秋子は、吸血鬼の最期を見届けた。

## 解説
自身が怪奇映画の大ファンであるというプロデューサーの田中文雄は、新しい東宝の映画路線として怪奇映画『幽霊屋敷の恐怖 血を吸う人形』を前年に制作・公開し、ヒットさせていた。これを受け、翌年の1971年に本作品が製作され、「血を吸うシリーズ」と呼ばれる怪奇ロマン映画が連作されることとなった。本作品は、日本初の吸血鬼映画と称される。
田中によれば、『血を吸う人形』ではまだ手探りで製作していたような状態であったが、本作品ではいよいよ田中の念願であるハマー・プロの人気シリーズだったクリストファー・リー主演の「ドラキュラ映画」の日本版を狙った作劇が行われた。前作に引き続く不気味な洋館を舞台にしたゴシックホラー風味も、田中が狙った演出である。脚本タイトルは『幻の吸血鬼』だった。
田中は吸血鬼役に岡田眞澄を推したがスケジュールの都合がつかず、監督の山本迪夫が推薦した特撮ファンに高い人気を誇っていた岸田森が起用された。山本と岸田は、山本が演出を務めていたテレビドラマ『東京コンバット』（1968年）に岸田が犯人役で出演した際に出会っており、意気投合したという。
山本の回想によれば、『血を吸う人形』と同年の『悪魔が呼んでいる』の監督当時に渋り気味だったことから、東宝の製作部長から怪奇映画をもう1本撮ることを許可された。岸田でなければ撮りたくないと主張してキャスティングは決まったが、吸血鬼役らしい長身痩躯に見せるため、ハイヒールを履いて撮影したという。山本は、他者の血を欲する吸血鬼を植物と捉え、岸田の顔色などがそのイメージに合っていた旨を後年に語っている。なお、前作に引き続き山本が同時上映作品も監督することになった経緯は、明らかになっていない。
ロケは山中湖で行われた。
音楽は、前作に引き続き眞鍋理一郎が担当した。本作品では短い楽曲を多用することで、効果音に近い観客を惹きつける役割を担った。吸血鬼の登場場面では、コントラファゴット、バスクラリネット、アルトフルートなどの低音楽器を前面に出し、コンボオルガンやライオンズローアなどの特殊楽器によって不可思議な音色を表現している。

## 吸血鬼
書籍によっては、吸血鬼[影のような男]と記述している。
劇中で岸田森が演じる吸血鬼は、小説や映画のドラキュラ伯爵をモチーフにしている。
設定
- 実年齢は43歳（吸血鬼の父の記述に基づく）。
- 肌は色白く、爪は鋭く、眼は本性を現す時、金色に輝く（終始この眼がヒロインを苦しませる）。犬歯は鋭いが、野犬ほど大きくはない（佐伯談）。
- 太陽光だけではなく、自動車のライトといった人工的な光にも怯む。
- 吸血された者は顔色が悪くなり、特に女性は肌が白くなる。吸血による死後は生きる屍にして吸血鬼の奴隷と化すが、吸血鬼の死と同時に顔色は戻り、安らかな死を迎える。
- 鏡には姿が映らない。
- 佐伯によれば、1948年に英国で吸血鬼の処刑が実際に行われたとされ、同族は各国で確認されている模様。
- 凄まじい怪力だが、杭を心臓に打たれると体が崩れて死ぬ。

出自と最期
異国人の祖父が日本の能登半島の小さな港町に洋館を建て、3代にわたり暮らしていた。祖父方は吸血鬼の血族だったが、祖父も父も平凡な人間としての人生を歩んでいた。ところが、3代目は25歳（劇中の18年前）のある日、吸血鬼に覚醒し、娘3人に牙を向けた（1人は物語冒頭でピアノの前にて死んでいたが、死体は処分されたとみられる）。また、同時期には洋館へ迷い込んで来た幼少期の秋子に将来の花嫁として目を付けるも父に秋子を逃され、18年にわたり監禁された。18年後に復活を遂げ、運送店のトラック運転手を利用して棺を強引に配達させ、秋子がいる富士見湖周辺へ移動する。
吸血されて肉体が腐り、わずかに息の残っていた吸血鬼の父が最後に息子に抵抗したことからも、吸血鬼の血族が同族に吸血されてもその奴隷とはならないことが分かる。
瀕死の父に足をすくわれてバランスを崩した結果、老朽化していた手すりが壊れて1階へ転落し、そこにあった手すりの木片に胴体を貫かれ、苦悶の絶叫を上げつつ身体が急速に溶け崩れて白骨死体と化す。
- 最期を迎えるシーンでは、眼を活かすために岸田自身に特殊メイクを施している。全身がしぼむ描写には、空気人形が用いられた。

## キャスト
- 佐伯[出典 9]：高橋長英
- 柏木夏子[出典 9]：江美早苗
- 柏木秋子[出典 9]：藤田みどり
- 影のような男[出典 10][注 4]：岸田森
- 久作[出典 9]：高品格
- 老人[出典 10]：大滝秀治
- 教授[出典 10]：松下達夫
- 男A[出典 11]：小川安三
- 男B[出典 12]：大前亘
- 患者[出典 10]：桂木美加
- 運転手[出典 10]：二見忠男
- ピアノの女[4][8]：立花房子
- 看護婦C[出典 13]：川口節子
- 警備員[出典 14]：鈴木治夫
- 看護婦A[出典 10]：記平佳枝
- 看護婦B[出典 15]：毛利幸子
- 秋子の少女時代[4][8]：山添三千代
- 喫茶店の客[4][8]: 加藤茂雄、勝部義夫

## スタッフ
参照
- 製作：田中文雄
- 脚本：小川英、武末勝
- 撮影：西垣六郎
- 美術：育野重一
- 録音：渡会伸
- 照明：佐藤幸次郎
- 音楽：眞鍋理一郎
- 整音：東宝録音センター
- 監督助手：河崎義祐
- 編集：近藤久
- 合成：三瓶一信
- 現像：東京現像所
- 製作担当者：橋本利明
- 監督：山本迪夫

### ノンクレジット（スタッフ）
- スチール：泰大三[4]

## 映像ソフト
- 東宝ビデオよりVHSテープ版が発売された[注 5]。
- 2005年4月28日に東宝ビデオよりDVDが発売された[16]。オーディオコメンタリーは田中文雄[16]。血を吸うシリーズ3作品を収録したDVDボックス『血を吸う箱』も同時発売された[16]。
  - 2014年2月7日、期間限定プライス版として再発売された。
  - 2015年8月19日、東宝DVD名作セレクションとして再発売された。
- 2022年2月16日、東宝ビデオより『幽霊屋敷の恐怖 血を吸う人形』や『血を吸う薔薇』と『悪魔が呼んでいる』を同時収録した2枚組BD『血を吸うシリーズ＋悪魔が呼んでいる Blu-ray』が発売された[17]。